# Guacamaya (hacktivistas)
Guacamaya es una organización internacional de hackers que ha publicado informes anónimos y documentos filtrados con contenido sensible en materia de interés público. Opera principalmente en Latinoamérica. Hasta la fecha ha hackeado a los gobiernos de El Salvador, Colombia, Chile, México y Perú.

## Motivación
El grupo afirma tener motivaciones antiimperialistas y ecologistas, en una lucha contra las empresas transnacionales, la intervención externa en el continente latinoamericano, el extractivismo y las fuerzas armadas, así como también la defensa de los recursos naturales y el hostigamiento hacia comunidades nativas.

## Ataques

### Ataques a empresas transnacionales
Durante 2022, la agrupación reconoció la autoría de una serie de ciberataques dirigido a grandes empresas mineras del continente, dirigido especialmente a empresas transnacionales que están operando en el continente.

#### Hackeo a la Compañía Guatemalteca de Níquel de 2022
En marzo de 2022, Guacamaya se dio a conocer por primera vez hackeando a la minera Compañía Guatemalteca de Níquel (CGN), subsidiaria de Solway Investment Group, en Guatemala. Los documentos filtrados, especialmente dedicados al proyecto minero «Fénix», revela pagos a la Policía guatemalteca que persiguió y detuvo a activistas y periodistas opuestos al proyecto minero en El Estor.

### Operación «Fuerzas Represivas»
Desde mediados de 2022, la agrupación tomó la autoría de la Operación «Fuerzas Represivas», un conjunto de ciberataques dirigidos a las fuerzas armadas de distintos países de Latinoamérica.

#### Hackeo al Estado Mayor Conjunto de Chile de 2022
El hackeo al Estado Mayor Conjunto de Chile de 2022 fue como la prensa chilena denominó a la filtración masiva de datos sensibles de seguridad nacional, específicamente correos electrónicos enviados y recibidos entre 2012 y mayo de 2022, que afectó al Estado Mayor Conjunto de la Defensa (EMCO), el organismo encargado de realizar funciones de inteligencia, operaciones y logísticas para la defensa nacional de dicho país.

#### Hackeo a la Secretaría de la Defensa Nacional de México de 2022
El 29 de septiembre de 2022, el periodista Carlos Loret de Mola anunció en su noticiero  LatinUS haber recibido de parte de Guacamaya 6 terabytes de información hackeada a la Secretaría de la Defensa Nacional mexicana. La información robada a SEDENA va desde 2016 hasta 2022 y consiste de 4,1 millones de correos electrónicos del ejército mexicano. La filtración incluye comunicaciones entre el Secretario de la Defensa Nacional y el Secretario de Marina, información sobre el «Culiacanazo», datos sobre la salud del presidente Andrés Manuel López Obrador y contratos para la construcción del Tren Maya y el Aeropuerto Internacional de Tulum, ambas obras adjudicadas al Ejército Mexicano. Esta filtración de información confidencial es considerada la más grande en la historia de México.
Los "Guacamaya Leaks" o los "SEDENA Leaks" como se les ha llamado, demuestran que el ejército ha vigilado a grupos feministas y las considera una amenaza a la par con cárteles del crimen organizado. Ha revelado los abusos sexuales al interior del ejército y lo difícil que es para las víctimas denunciar. También se muestra que el ejército ha usado el software israelí Pegasus para espiar a periodistas. Saca a la luz el papel del ejército en el caso Ayotzinapa donde se asesinaron a 42 estudiantes. También da a conocer las ambiciones del ejército de desarrollarse como una empresa turística. El ejército busca manejar parques de atracciones, una aerolínea, museos y hoteles.

#### Hackeo al Comando Conjunto de las Fuerzas Armadas del Perú de 2022
El hecho fue dado a conocer en el medio informativo digital La Encerrona mediante un informe publicado en octubre de 2022 que revela la filtración masiva de datos de inteligencia militar (suscitando especial atención aquellos del Comando Operacional Sur del Ejército) que afectó al Comando Conjunto de las Fuerzas Armadas (CCFFAA), el órgano de ejecución del Ministerio de Defensa a cargo de las tres armas nacionales, publicado por el grupo de hacktivistas «Guacamaya».